# سموكن (تمنارت)
سموكن هي إحدى مشيخات المملكة المغربية، تتبع جغرافيا لإقليم طاطا وإداريًا لتمنارت. يقدر عدد سكانها بـ 1520 نسمة حسب الإحصاء الرسمي للسكان والسكنى لسنة 2004.